# 高井英幸
高井 英幸（たかい ひでゆき、1941年（昭和16年）2月24日 - ）は、日本の映画プロデューサー、実業家。東宝社長、公益財団法人徳間記念アニメーション文化財団理事、ユニジャパン理事長などを務めた。東京都出身。

## 来歴
- 1964年4月、立教大学文学部卒業後、東宝に入社。興行部で映画館に勤務。
- 1975年4月、営業本部興行部係長
- 1977年4月、東宝映画出向（課長待遇）
- 1983年4月、営業本部映画調整部勤務
- 1990年4月、映像本部映画調整部長
- 1993年5月、取締役就任
- 1998年5月、常務取締役
- 1999年4月、映画調整担当
- 2000年5月、専務取締役
- 2001年4月、東京楽天地監査役
- 2002年5月23日、東宝代表取締役社長になる。
- 2011年5月、社長を退任、東宝相談役に退く[1]。
- 2021年、相談役を退任。

## 作品
| - 『トラブルマン 笑うと殺すゾ』：プロデューサー - 『地震列島』：プロデューサー - 『連合艦隊』：プロデューサー - 『細雪』：プロデューサー - 『F2グランプリ』：製作 - 『零戦燃ゆ』：プロデューサー - 『ガンヘッド』：プロデューサー - 『四十七人の刺客』：プロデューサー - 『学校の怪談』：プロデューサー - 『渚のシンドバッド』：プロデューサー - 『学校の怪談2』：企画 - 『ひみつの花園』：企画 - 『学校の怪談3』：企画 - 『ラヂオの時間』：企画 - 『学校の怪談4』：企画 - 『ホワイトアウト』：企画 - 『サトラレ』：企画 - 『みんなのいえ』：企画 - 『映画 犬夜叉 時代を越える想い』：企画 - 『名探偵コナン ベイカー街の亡霊』：企画 | - 『卒業旅行 ニホンから来ました』：製作 - 『猫の恩返し』：製作 - 『トリック劇場版』：製作 - 『映画 犬夜叉 鏡の中の夢幻城』：製作 - 『名探偵コナン 迷宮の十字路』：製作 - 『映画 犬夜叉 天下覇道の剣』：製作 - 『名探偵コナン 銀翼の奇術師』：製作 - 『ハウルの動く城』：製作 - 『名探偵コナン 水平線上の陰謀』：製作 - 『名探偵コナン 探偵たちの鎮魂歌』：製作 - 『トリック劇場版2』：製作 - 『名探偵コナン 紺碧の棺』：製作 - 『名探偵コナン 戦慄の楽譜』：製作 - 『崖の上のポニョ』：製作 - 『名探偵コナン 漆黒の追跡者』：製作 - 『名探偵コナン 天空の難破船』：製作 - 『借りぐらしのアリエッティ』：製作 - 『名探偵コナン 沈黙の15分』：製作 |

## 著書
- 『映画館へは、麻布十番から都電に乗って。』角川書店、2010年11月。ISBN 978-4048850803。